# دوري هونغ كونغ لكرة القدم 1994–95
دوري هونغ كونغ لكرة القدم 1994–95 هو الموسم 50 من دوري هونغ كونغ لكرة القدم ‏. كان عدد الأندية المشاركة فيه 10، وفاز فيه نادي إيسترن سبورتس.